# Río de los Ciervos (Estrecho de Magallanes)
El río de los Ciervos, es un curso natural de agua que nace en la península de Brunswick de la Región de Magallanes y fluye con dirección general este hasta desembocar en el estrecho de Magallanes.
(No confundir con el Río Huemules (Tres Cruces) que también es llamado río de los Ciervos.)

## Historia
Luis Risopatrón lo describe en su Diccionario Jeográfico de Chile: 217 
Ciervos (Rio de los) 53° 10' 71° 00'. De corto curso i caudal, corre hacia el E i se vácia en la ribera W del canal Ancho, del estrecho de Magallanes, a corta distancia al S de la ciudad de Punta Arenas. 1, XI, p. 267 i carta de Bertrand (1885); i XXVI, p. 134 i carta 111; 122, p. 106; i 156.